# Sanna Talonen
Sanna Reetta Talonen (Tampere, 15 giugno 1984) è un'ex calciatrice finlandese, di ruolo attaccante.
In carriera ha indossato per dieci anni la maglia della nazionale finlandese con la quale, al 16 giugno 2014, con 100 presenze complessive è diventata la calciatrice con più presenze.

## Carriera

### Club
Al termine della stagione 2015, dopo aver disputato sette stagioni consecutive con la maglia del KIF Örebro, si è ritirata dal calcio giocato.

### Nazionale
Sanna Talonen viene convocata nella Nazionale finlandese Under-19 debuttando il 2 ottobre 2002 nella partita vinta 1 a 0 contro le pari età della Turchia in occasione del primo turno di qualificazione agli Europei di categoria 2003. Con le nazionali U-19 totalizzerà 5 presenze realizzando una rete.
Viene quindi selezionata per la Nazionale maggiore nel 2004, entrando in rosa per essere a disposizione durante le qualificazioni al campionato europeo femminile di calcio 2005, dove la Finlandia è inserita nel Gruppo 1 con Italia, Serbia e Montenegro, Svezia e Svizzera. Debutta quello stesso anno nell'edizione 2004 dell'Algarve Cup.
Da allora viene convocata regolarmente.
Oltre ad aver disputato, raggiungendo le fasi finali, il campionato europeo femminile di calcio 2005, 2009 e 2013, venne impiegata nelle fasi di qualificazione al Campionato mondiale femminile di calcio nel 2007, 2011 e 2015, senza raggiungere la qualificazione, in alcune edizioni dell'Algarve Cup, andando a segno nel 2004, 2007 e 2008, e nelle edizioni 2012, 2013 e 2014 della Cyprus Cup.